# Positio
Positio, łac. Positio super Virtutibus – dokument lub zbiór dokumentów w Kościele katolickim wykorzystywanych w procesie beatyfikacyjnym, w którym osobie zmarłej przysługuje tytuł Sługi Bożego. 
Opracowanie tego dokumentu to drugi z czterech etapów na drodze do świętości. Mianowany przez biskupa diecezjalnego postulator procesu beatyfikacyjnego zbiera informacje o kandydacie na ołtarze w diecezji, w której żył Sługa Boży. Życiorys i dowody cnót heroicznych Sługi Bożego napisane są w formie do odpowiedniej prezentacji i wysłane jako tajne dokumenty do Kongregacji Spraw Kanonizacyjnych. Po zapoznaniu się z treścią positio, jest ono badane przez komitet ekspertów historyków, teologów i zebranych na konsystorzu kardynałów, a jeśli dowody przedstawione w Positio będą wystarczające, można zwrócić się z prośbą do papieża o nadaniu kandydatowi na ołtarze tytułu Czcigodnego Sługi Bożego.
Positio w niektórych procesach beatyfikacyjnych może osiągnąć ponad 1000 stron długości.
Czas pomiędzy przygotowaniem takiego dokumentu i posiedzeniem komisji historyków i teologów często może być liczony w dziesiątkach lat.